# Crljenak kaštelanski
Crljenak kaštelanski (Zinfandel, Primitivo, Pribidrag, Tribidrag, Tibidragho) je visokokvalitetna hrvatska sorta vinove loze (vitis Vinifera L.). Kaštelanska je autohtona sorta crnog grožđa crljenak. Tijekom 15. i 16. stoljeća tribidrago, kao poznata hrvatska robna marka, izvozio se na europska tržišta. Zbog male otpornosti prema bolestima (pepelnica ili lug i siva plijesan) sorta je skoro nestala iz vinograda Hrvatske. Svoj preporod doživljava u Kaliforniji pod imenom zinfandel, gdje se danas uzgaja na površinama većim od 35.000 ha, a u južnoj Italiji, pod imenom primitivo, na više od 18.000 ha. 

## DNKcrljenka kaštelanskog
U prosincu 2001. godine na zagrebačkom Agronomskom fakultetu u laboratoriju za oplemenjivanje bilja, genetiku, biometriku i eksperimentiranje primjenom SSR markera potvrđeno je da deoksiribonukleinska kiselina (DNK) crljenka kaštelanskog ima isti genetski profil kao američki zinfandel. Ista analiza je ponovljena u Zavodu za vinogradarstvo i vinarstvo Sveučilišta u Davisu (Kalifornija, SAD), koja je potvrdila da je zinfandel istovjetan s crljenkom kaštelanskim.

## Potraga za porijeklom
Ljubitelji sorte zinfandel, okupljeni u udrugu ZAP, pokušali su pri američkom kongresu zaštititi ovu vrstu kao autohtonu američku sortu. Ovaj zahtjev je odbijen uz argumentaciju da prije kolonizacije u Americi nije postojala plemenita vinova loza. DNK metodom je utvrđeno da je zinfandel identičan talijanskoj sorti primitivo, koja se uzgaja na jugu Italije u regiji Puglia. Ali primitivo se u Pugliji uzgaja razmjerno kratko i u starijim ampelografskim priručnicima i stručnim radovima se jasno navodi kao introducirana (uvezena) strana sorta, za koju se smatra da su je donijeli svećenici iz Francuske. Na Sveučilištu u Davisu utvrđeno je da je hrvatska sorta plavac mali poliklonska populacija (smjesa više sličnih sorti) unutar koje koegzistira ovaj genotip. Potraga je vodila do južne Hrvatske. Nakon višegodišnje potrage po južnoj Hrvatskoj, godine 2001. u vinogradu Ivice Radunića u Kaštel Novom, pronađen je prvi trs s identičnim DNK-om kao kod zinfandela. Uz pomoć „Dalmatinske ampelografije“ (znanstvene discipline koja proučava loze) rekonstruirano je ime crljenak kaštelanski.

## Dalmatinska ampelografija
„Dalmatinska ampelografija“ je knjiga ampelografa Stjepana Bulića, izašla iz tiska 1949.godine, u kojoj se opisuju sorte vinove loze na području Dalmacije. Prirodoslovni muzej u Splitu u svom fundusu čuva originalni herbarij Stjepana Bulića u kojem su pohranjeni herbarizirani listovi svih sorti čije slike su uvrštene u njegovo kapitalno djelo. U knjizi i opis i fotografija crljenka kaštelanskog odgovaraju stvarnom izgledu pribidraga (tribidraga), zinfandela i primitiva.